# Исакова Буда
Иса́кова Буда (бел. Ісакава Буда) — деревня в составе Волковичского сельсовета Чаусского района Могилёвской области Республики Беларусь.

## История
В 1913 году действовала школа.

## Население
- 2010 год — 43 человека